# 赫里克
赫里克（希臘語：Ἑλίκη）是在公元前373年冬天的一個晚上陸沉的一個古希臘城市（經緯度：東經22°07'58"，北緯38°13'09"），她位於北伯羅奔尼撒半島的亞該亞，矩離科林斯灣約2公哩（12斯塔德），與她密切往來的鮑拉城（Boura）就在她附近。
「赫里克會」（Helike Society）會長Dora Katsonopoulou博士及「美國自然歷史博物館」的史提芬·梭特博士（Dr. Steven Soter）於2001年夏天在Rizomylos村附近重新發現該古城。世界文化遺址基金會（World Monuments Fund）將赫里克列入2004及2006年世界百大瀕臨危險的文化遺址（List of 100 Most Endangered Sites）以致力保護文化遺址免受破壞。

## 歷史
赫里克建於青銅時期，逐漸成為亞該亞的主要城市。赫里克曾率領第一次亞該亞聯盟的廿五個城市，及在小亞細亞的普里耶涅和南意大利的錫巴里斯建立殖民地。赫里克以她的泛希臘廟宇及赫里克式波塞冬聖殿而聞名於當時的古典世界。
赫里克毁於前373年，留克特拉戰役的前兩年。
災難是發生在一個冬天的晚上，當時有好幾個先兆：出現了一些巨大的光柱；於五日前，「城里的老鼠、貂、蛇、蜈蚣和金龜子傾巢而出，它們一股腦兒逃出城」，向着Keryneia村逃去。
赫里克和她下面12斯塔德的空間陷入地底並被海水淹沒，城中所有居民喪生。除了一些碎片從海裡突了出來以外，她甚至沒留下一絲痕跡。十艘在港口拋錨停泊的斯巴達船隻被拖落海底。當年曾動員2000人參與發掘遇難者屍體，但未能成功。她的領土由愛琴市（Aigio）接收。
人們把這次的大災難歸因為波寒冬的報復。因赫里克拒絕將波塞冬像送給在亞洲的愛奧尼亞殖民，甚至連模型也拒絕提供，他們的這些行為觸怒了波塞冬。根據一些文獻所記述，赫里克及鮑拉居民甚至殺害了愛奥尼亞代表。
約在災難發生後150年，哲學家埃拉托斯特尼到訪該城遺址。根據他的記述，一個波塞冬銅像淹末在一個「孔」（poros）中，衪「一隻手持著一頭馬頭魚尾怪, 作出一個恫嚇著那些網魚的人的姿勢。
約於174年，旅行家保薩尼亞斯到訪了一個名字仍叫赫里克的岸邊遺址，該遺址位於愛琴市東南7公理。他記述說仍可看見水底下的古城牆，「但因被鹹水所侵蝕，如今已不如當年的明顯」。
多個世紀之後，被淹沒的遺跡仍然可見。羅馬遊客經常乘船到遺址之上，並對說城的雕塑感到讚嘆。之後，遺址埋於淤泥之下，終於失去了影踪。

## 近代事件
在1817年8月23日，在同一地點上發生了一場類似的災難。地震之前發生了像機關砲般的意外爆炸，餘震據說持續了分半鐘。餘震時，海水從塞利努斯（Selinus）口升起，並馬上湧過來淹沒了在Vostitza（古愛琴市）之下所有的平坦地區。海水退卻之後，原本坐落在海濱的一些彈藥庫消失得無影無踪，整個海灘被完全捲走。在Vostitza，六十五人喪生，三分之二的建築物淪為廢墟。平原上有五條村落被破壞。

## 曾到訪遺址的學者
- 希臘地理學家斯特拉博
- 希臘旅行家保薩尼亞斯
- 希臘歷史學家西西里的狄奧多羅斯
- 羅馬作家艾利安（Aelian）
- 羅馬詩人奧維德

## 重現
當希臘考古學家Dora Katsonopoulou在2001年重新發現赫里克之時，赫里克正埋藏在一個古代鹹水湖之下。在赫里克附近，他們意外發現了一座可追遡至青銅時期（約前2400年）的城市，她在赫里克的兩千年前遇上同一的命運。

## 外部連結
- BBC Science on the discovery of Helike （英語） （页面存档备份，存于）
- The Lost City of Helike, Greece （英語） （页面存档备份，存于）
- World monuments watch 1996-2006 （英語）

38°13′09″N 22°07′58″E / 38.21917°N 22.13278°E